# Nekkerspoelbrug
De Nekkerspoelbrug is een betonnen liggerbrug over de Afleidingsdijle in de stad Mechelen. De brug ligt in het begin van de N15a, vlak bij de R12 en het station Mechelen-Nekkerspoel. Naast de brug voor het wegverkeer ligt nog een fietsers- en voetgangersbrug, waarop een plakkaat staat met het opschrift Nekkerspoel.

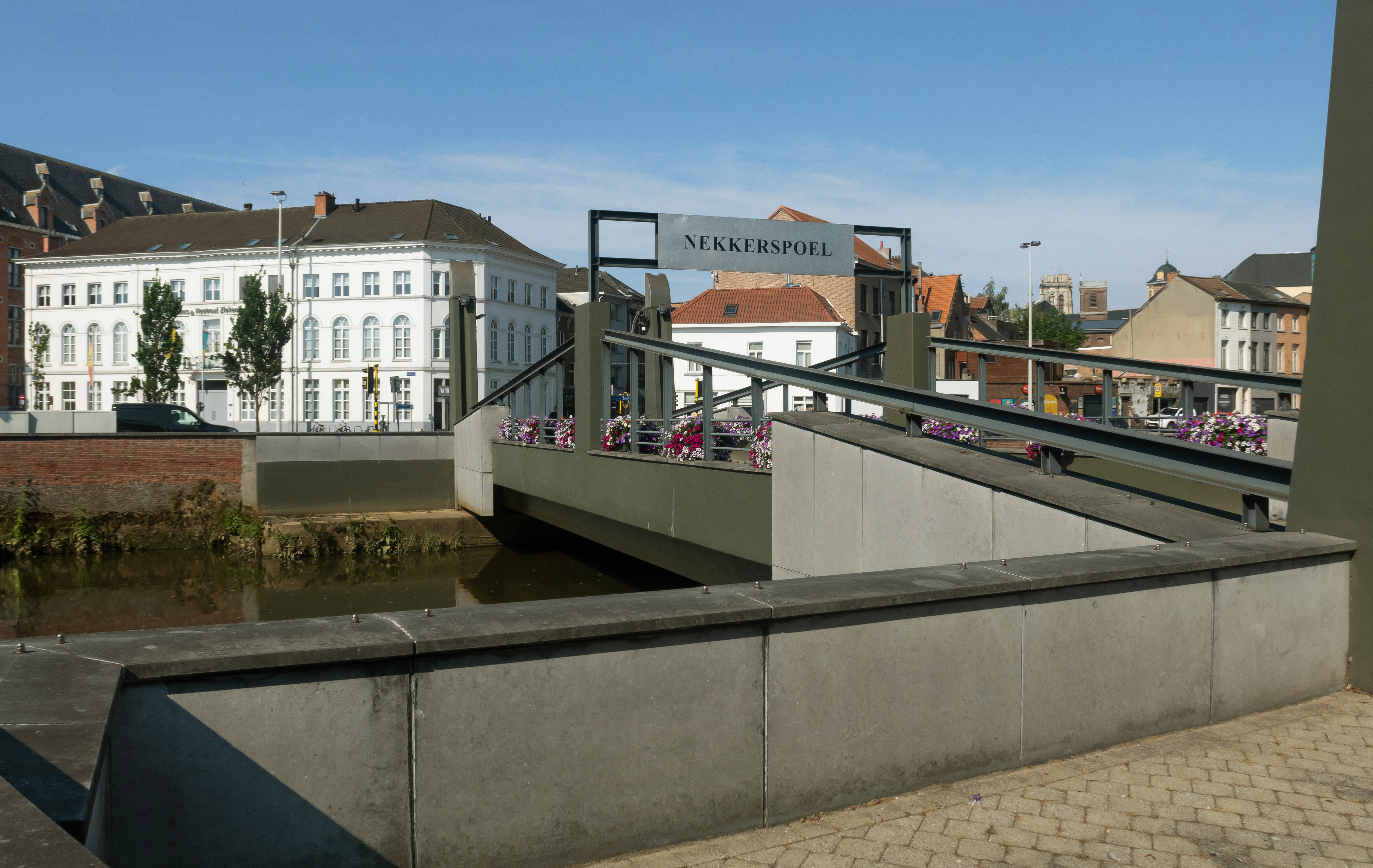
Fietsbrug bij station Nekkerspoel

De brug bestaat uit 3 overspanningen met een totale lengte van 52 m. De breedte is veranderlijk van 18,3 tot 36,4 m door de extra opstelstrook bij de aansluiting op het kruispunt met de R12.

## Geschiedenis
De eerste brug op deze plaats was een stalen vakwerkbrug die werd gebouwd bij de aanleg van de Afleidingsdijle in 1903.

## Naamgeving
De brug is genoemd naar de wijk Nekkerspoel, waarbij Nekker verwijst naar de naam van een legendarische waterduivel.
De brug wordt ook wel Diestsepoortbrug genoemd, verwijzend naar de Diestsepoort, waar de baan vanuit Mechelen naar Diest vertrok.
Battelbrug · Colomabrug · Fonteinbrug · Heffenbrug · Hoogbrug · Katelijnepoortbrug · Koepoortbrug · Kraanbrug · Minderbroedersbrug · Nekkerspoelbrug · Plaisancebrug · Roostenbergbrug · Van Kesbeeckbrug · Walembrug · Winketbrug · Withuisbrug · Zennegatsluisbrug